# Bergia anagalloides
Bergia anagalloides là một loài thực vật có hoa trong họ Elatinaceae. Loài này được Walp. mô tả khoa học đầu tiên năm 1843.